# Walther Piesch
M. Walther Piesch (* 12. Januar 1935 in Prag; † 29. Mai 2011 in Fraize) war ein deutsch-französischer Bildhauer, Holzschneider und Maler.

## Leben
Walther Piesch wurde 1935 als Sohn eines Oberkirchenrates der evangelisch-lutherischen Kirche in Prag geboren. Im Jahr 1946 flüchtete die Familie vor Vertreibungen der deutschen Minderheit in ein kleines oberhessisches Dorf. Nachdem Walter Piesch ein Internat besucht hatte, absolvierte er eine Ausbildung zum Zimmermann. Anschließend besuchte er von 1955 bis 1959 die Werkkunstschule Offenbach am Main in den Ateliers für Baumalerei (Mosaik, Fresko, Glasmalerei), Lithographie und Schrift.
Es folgten Reisen nach Italien, Griechenland und Frankreich. In seinen ersten Ausstellungen zeigte Piesch hauptsächlich seien Arbeiten aus Malerei und Holzschnitt. Piesch arbeitete bei einer Werbeagentur in Frankfurt am Main, die ihn beauftragte in Straßburg eine Filiale mitaufzubauen. Piesch heiratete 1963 und zog nach Straßburg. Dort hatte er erste Kontakte mit der Groupe de Neudorf, die damals wesentlich das Kunstgeschehen im Elsaß und in Strasbourg beeinflusste.
Ab 1973 erhielt er Lehraufträge an der humanistischen Universität und an der École des arts décoratifs in Straßburg. Im gleichen Jahr erwarb er mit seiner Familie einen Bauernhof in Anould den lothringischen Vogesen und zog dorthin. 1977 begründete er die französischen Sektion der Internationalen Holzschneider XYLON.
Als Piesch 2011 verstarb, hinterließ er ein umfangreiches Schaffenswerk an Zeichnungen, Aquarellen, Ölgemälden, Lithographien, plastischen Arbeiten in Stein, Holz, Mischwerkstoffen, sowie Keramiken und Bronzeskulpturen, die er im eigenen Atelier bzw. seiner zu diesem Anlass errichteten Gießerei herstellte. Seine Werke sind in öffentlichem sowie in privatem Besitz im In- und Ausland zu sehen.

## Ausstellungen
- 2008: Walther Piesch: Wort – Zeichnung – Skulptur, Oberhessisches Museum, Gießen